# Toshiyuki Igarashi
Toshiyuki Igarashi (jap. 五十嵐 俊幸, Igarashi Toshiyuki; * 17. Januar 1984 in Yurihonjō, Japan) ist ein japanischer Boxer im Fliegengewicht.

## Profikarriere
Im Jahre 2006 begann er erfolgreich seine Profikarriere. Am 16. Juli 2012 boxte er gegen Sonny Boy Jaro um die WBC-Weltmeisterschaft und gewann durch geteilte Punktrichterentscheidung. Diesen Gürtel verlor er allerdings bereits in seiner zweiten Titelverteidigung an Akira Yaegashi im April des darauffolgenden Jahres nach Punkten.